# Acacia decipiens
Acacia decipiens é uma espécie de leguminosa do gênero Acacia, pertencente à família Fabaceae.